# Damien Marcq
Damien Marcq (Boulogne-sur-Mer, 8 dicembre 1988) è un calciatore francese, centrocampista del Thy-Le-Chateau.